# Batalla de Gatazo
La Batalla de Gatazo fue un enfrentamiento militar de la Revolución liberal del Ecuador o Revolución liberal alfarista, donde se enfrentaron las fuerzas del gobierno conservador interino de Vicente Lucio Salazar y las fuerzas revolucionarias liberales bajo el mando del general Eloy Alfaro.

## Antecedentes
El 16 de abril de 1895, como consecuencia de un movimiento revolucionario surgido a raíz de haberse denunciado el escándalo de la Venta de la Bandera, el presidente Luis Cordero Crespo se vio en la necesidad de renunciar a la Presidencia de la República. Ante esta situación el poder pasó a manos del vicepresidente Vicente Lucio Salazar. Poco tiempo después, el 5 de junio de 1895 estalló en Guayaquil la Revolución Liberal de Ecuador que proclamó la Jefatura Suprema del general Eloy Alfaro, que se encontraba en Nicaragua.
El 18 de junio de 1865 Alfaro llegó a Guayaquil y lanzó una proclama por medio de la cual proponía la paz de la República, pero los conservadores extremistas y los políticos enemigos se alinearon junto a Salazar para combatir a Alfaro. Inmediatamente, y mientras los revolucionarios preparaban su plan de campaña y organizaban un ejército -financiado por empréstitos de algunos banqueros-, el gobierno de Quito entregó el mando del ejército al experimentado José María Sarasti, quien inmediatamente partió para enfrentar a las tropas liberales que desde Guayaquil habían iniciado su marcha hacia la Sierra.
Divididas las fuerzas liberales en dos columnas, el 6 de agosto de 1895 le correspondió al coronel Cornelio Vernaza enfrentar a los gobiernistas en la Batalla de San Miguel de Chimbo, donde sufrieron un grave descalabro; pero pudieron recuperarse rápidamente ya que el ejército regular abandonó el campo de batalla para pasar a Gatazo -en las cercanías de Riobamba-, y enfrentar a las fuerzas que Alfaro comandaba personalmente.

## Batalla
La batalla decisiva se libró allí, en Gatazo, el 14 de agosto de 1895. Ese día, gran cantidad de indios de la zona se ofrecieron para pelear junto al ¡Amu Alfaro!, y al caer la noche, luego de bravos enfrentamientos terminó el combate sin determinar el triunfo para ninguno de los dos bandos.
Sin embargo, un hecho inesperado vino a decidir el triunfo de la batalla: Mientras en el campo de los revolucionarios, Eloy Alfaro, Medardo Alfaro y Cornelio Vernaza, trabajaban arduamente para reorganizar sus fuerzas, en el campo gobiernista reinaba la anarquía y la desorganización, e inclusive se corrió la voz de que el general Sarasti había ordenado la retirada. Al amanecer del día siguiente, con los primeros rayos del sol Alfaro volvió al campo de batalla, y luego de disparar seis cañonazos descubrió que no quedaba en él ni la sombra de las tropas de Quito, que fueron perseguidas por los indios armados de palos y piedras, y que al grito de ¡Indio Alfaro viene... caraju...! dieron el puntillazo final a la batalla.
Alfaro recogió en el campo de batalla 8 cañones, 2.450 bayonetas y 7 camillas de ambulancia, y al tiempo que muchos soldados gobiernistas se presentaban ante él luciendo en sus sombreros cintillas rojas con las que se identificaban con el liberalismo, en un lugar apartado Medardo Alfaro brindaba correcta atención al general Pedro Ignacio Lizarzaburu, a quien personalmente había capturado.

## Consecuencias
La batalla provocó el colapso del régimen conservador. Al conocer la derrota gobiernista, Vicente Lucio Salazar renunció a su cargo y fue a refugiarse en la embajada de Venezuela donde fallecería.
El 14 de septiembre de 1895, Eloy Alfaro llega a Quito iniciando su dictadura.
En 1896 en calidad de Jefe Supremo de Ecuador, Eloy Alfaro convoca a una asamblea constituyente en Guayaquil, donde es elegido Presidente Constitucional de la República para el período (1897-1901).